# Для чего служит медведь?
«Для чего служит медведь?» (исп. ¿Para qué sirve un oso?) — комедия испанского сценариста и режиссёра Тома Фернандеса. Среди звёзд картины засветились Хавьер Камара, Гонсало де Кастро и Эмма Суарес. Также в фильме снялись дочь и внучка Чарли Чаплина — Джеральдина и Уна Чаплин. Премьера фильма состоялась 26 марта 2011 года на кинофестивале в Малаге. Затем последовала театральная постановка, показанная 1 апреля в Испании.

## Сюжет
Биолог — Гильермо (Хавьер Камара) возвращается в родную Испанию после открытия дикорастущего растения во льдах Антарктики. Ученый, кажется, готов оставить надежду на сохранение планеты. Он связывается со своим братом Алехандро (Гонсало де Кастро), фотографом дикой природы, живущим в хижине в лесу вместе с молодым калифорнийцем Винсентом (Джесси Джонсон). Оба надеются, что медведи, однажды населявшие территорию Испании, однажды вернутся.
Рядом с хижиной в лесу живут Наталья (Эмма Суарес), вдова и мать Даниэлы (Сира Гарсия). Винсент также встречает учительницу Розу, в которую быстро влюбляется. Гильермо вынужден переехать в хижину к Алехандро после того, как его приемная мать — Жозефина (Джеральдина Чаплин) — выгнала его из дома. Отношения между двумя братьями накаляются тогда, когда идеализм Алехандро встречается со взглядами Гильермо, уставшего от жизни.